# Сербовка
Сербовка (глсрп. Serbowka) била је лужичкосрпско католичко братство, које је дјеловало у Прагу. Организација је основана 21. октобра 1846. године у прашком Лужичкосрпском семинару. Сербовка је била прва лужичкосрпска студентска организација, која је настала изван територије Њемачке. Оснивни циљ организације је било чување и промоција лужичкосрпске културе и лужичкосрпских језика међу студентима, који су се образовали у Прагу. Организација је доприњела консолидацији Лужичких Срба и њиховом националном самоопредјељењу. Студентско братство је сарађивало са осталим словенским студентским и образовним организацијама тог времена.
Братсво је издавало свој књижевни часопис „Kwětki” (срп. Цвјеће), на чијим страницама су објавили своја прва књижевна дјела будући познати лужичкосрпски писци и пјесници: Јакуб Барт-Чишински, Миклауш Бердих-Радбулин, Миклауш Андрицки, Јан Арношт Голан, Јуриј Либш, Јуриј Вингер, Ромуалд Домашка и Јакуб Лоренц-Залески.